# Bir al-Basza
Bir al-Basza – wieś w Palestynie, w muhafazie Dżanin. Według danych Palestyńskiego Centralnego Biura Statystycznego w 2016 roku liczyła 1625 mieszkańców.